# 尼崎市立武庫北小学校
尼崎市立武庫北小学校（あまがさきしりつ むこきたしょうがっこう）は、兵庫県尼崎市常松にある公立小学校。2018（平成30年）5月1日現在の児童数は398名である。

## 沿革
- 昭和	43年	4月	1日	尼崎市立武庫小学校より分離。木造８教室と鉄筋６教室を借用して開校
- 43年	4月	27日	新校舎に移転（鉄筋４階建、普通教室１６、理科室、音楽室、図書室、調理室　各１）
- 44年	2月	25日	開校記念式典
- 44年	4月	1日	障害児学級１学級を開設
- 44年	5月	31日	県学校安全会よりＳ44・45年度「学校安全教育協力校」の指定校となる
- 46年	11月	6日	県学校安全会より「学校安全優良校」として受賞
- 48年	11月	2日	市教委の指定研究発表会「自主協力学習」
- 51年	12月	2日	市教委の指定研究発表「全校でとりくむ障害児教育」
- 52年	11月	15日	創立１０周年記念式典
- 54年	11月	15日	市教委の指定研究発表「新教育課程による主協力学習」
- 56年	4月	1日	尼崎市立武庫の里小学校へ分離（１、２、３、４年の一部）
- 62年	6月	1日	県教委の指定校となる「国際理解教育」
- 62年	11月	21日	創立２０周年記念式典
- 平成	元年	11月	10日	県小学校教育研究会体育部会研究発表、        　市小学校学習指導研究推進研究発表「自ら励む楽しい体力づくり」
- 元年2年4月～3年3月	第２理科室、中央便所改装、フェンス化工事
- 7年	1月	30日	阪神大震災による校舎破損の為、武庫小学校を借校舎にて授業再開
- 7年	4月	1日	武庫北プレハブ校舎にて学校再開
- 7年	2月	9日	Ｈ6・7年度市教委指定、道徳教育研究発表会
- 7年3月～8月12日	本校舎復旧工事着工
- 9年	1月	17日	本校舎へ移動
- 9年	2月	7日	阪神社会科研究発表会（会場校）
- 9年	3月	14日	復興記念式典
- 9年	4月	17日	思い出学び舎づくり（竹林）
- 9年	11月	22日	創立３０周年記念式典・音楽会
- 10年	12月	10日	プール循環装置設置工事
- 13年	2月	14日	ふれあい池完成
- 13年	2月	3日	北校舎便所改修
- 16年	9月	29日	西校舎の外壁・屋上の補修
- 20年	4月	1日	給食調理業務委託開始
- 24年  4月   27日  中央トイレ1階部分改修工事
- 25年	3月	21日	耐震補強工事開始（体育館・東館）
- 25年	10月 	29日 	耐震補強工事終了（体育館・東館）

## 進路状況
ほとんどの児童は尼崎市立常陽中学校へ進学するが、国私立中学校へ進学する児童もいる。

## 通学区域が隣接している学校
- 尼崎市立武庫小学校
- 尼崎市立武庫の里小学校
- 尼崎市立武庫東小学校
- 伊丹市立昆陽里小学校
- 伊丹市立花里小学校
- 伊丹市立池尻小学校
- 西宮市立段上小学校